# Тьюксбері Тауншип (Нью-Джерсі)
Тьюксбері Тауншип (англ. Tewksbury Township) — селище (англ. township) в США, в окрузі Гантердон штату Нью-Джерсі. Населення — 5870 осіб (2020).

## Демографія
Згідно з переписом 2010 року, у селищі мешкали 5993 особи в 2189 домогосподарствах у складі 1769 родин. Було 2323 помешкання
Расовий склад населення:
| - 94,2 % — білих - 2,9 % — азіатів - 0,8 % — чорних або афроамериканців |

До двох чи більше рас належало 1,2 %. Частка іспаномовних становила 3,5 % від усіх жителів.
За віковим діапазоном населення розподілялося таким чином: 25,3 % — особи молодші 18 років, 58,4 % — особи у віці 18—64 років, 16,3 % — особи у віці 65 років та старші. Медіана віку мешканця становила 47,3 року. На 100 осіб жіночої статі у селищі припадало 97,5 чоловіків;  на 100 жінок у віці від 18 років та старших — 96,7 чоловіків також старших 18 років.
Середній дохід на одне домашнє господарство  становив 232 301 долар США (медіана — 165 552), а середній дохід на одну сім'ю — 240 706 доларів (медіана — 166 860). За межею бідності перебувало 1,2 % осіб, у тому числі 0,0 % дітей у віці до 18 років та 0,0 % осіб у віці 65 років та старших.
Цивільне працевлаштоване населення становило 2764 особи. Основні галузі зайнятості: освіта, охорона здоров'я та соціальна допомога — 22,5 %, науковці, спеціалісти, менеджери — 21,8 %, виробництво — 12,3 %, фінанси, страхування та нерухомість — 10,4 %.